# Wadi Ghir
Wadi Ghir (ar. وادي غير, fr. Oued Ghir) – miasto w północnej Algierii, w prowincji Bidżaja.